# Epicadus planus
Epicadus planus là một loài nhện trong họ Thomisidae.
Loài này thuộc chi Epicadus. Epicadus planus được Cândido Firmino de Mello-Leitão miêu tả năm 1932.